# انزلاق بكتيري
بكتيريا انزلاقية (بالإنجليزي: Bacterial gliding) تتحرك البكتيريا بواسطة الانزلاق، دون استخدام الأسواط الذي تعد وسيلة الحركة في أغلب أنواع البكتيريا.
أشهر أنواع البكتيريا الانزلاقية :
•	الجراثيم الزرقاء cyanobacteria
• الجراثيم المخاطية Myxobacteria  
•	بكتيريا cytophaga-flavo
ولفهم آلية الانزلاق يستخدم بكتيريا من النوع IV pili مثل الزائفة الزنجارية و Myxococcus xanthus.
بكتيريا ميكسوكوكيس كزانتيس تتحرك بطريقيتين مختلفتين أولها: قذف هلام السكاريد من خلال الفتحات الموجودة في نهاية الجسم 
والأخرى باستخدام مجموعات التصاق موزعة على امتداد الجسم 